# Mentos och läsk-utbrott

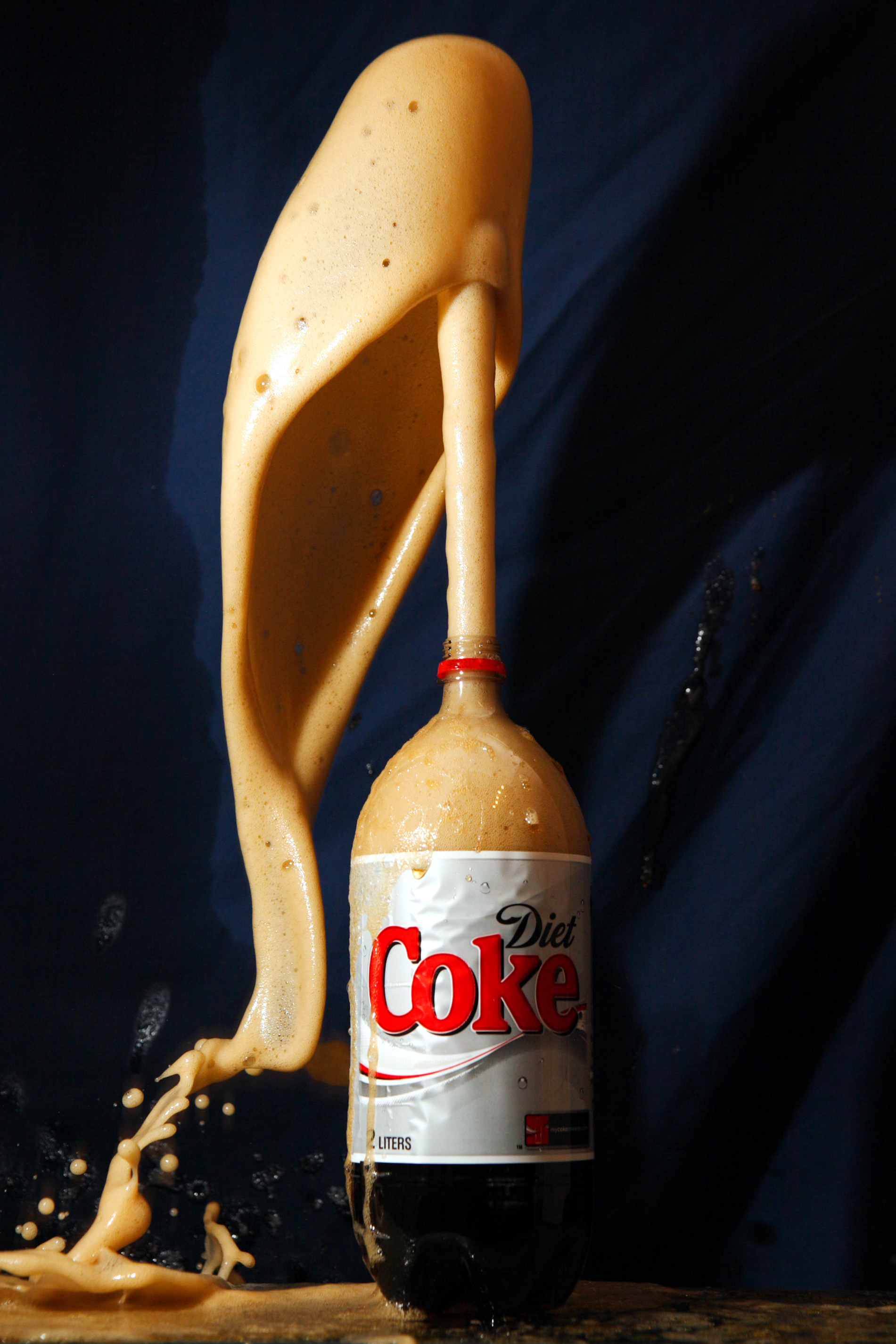
Läskgejser av Coca-Cola Light och Mentos.

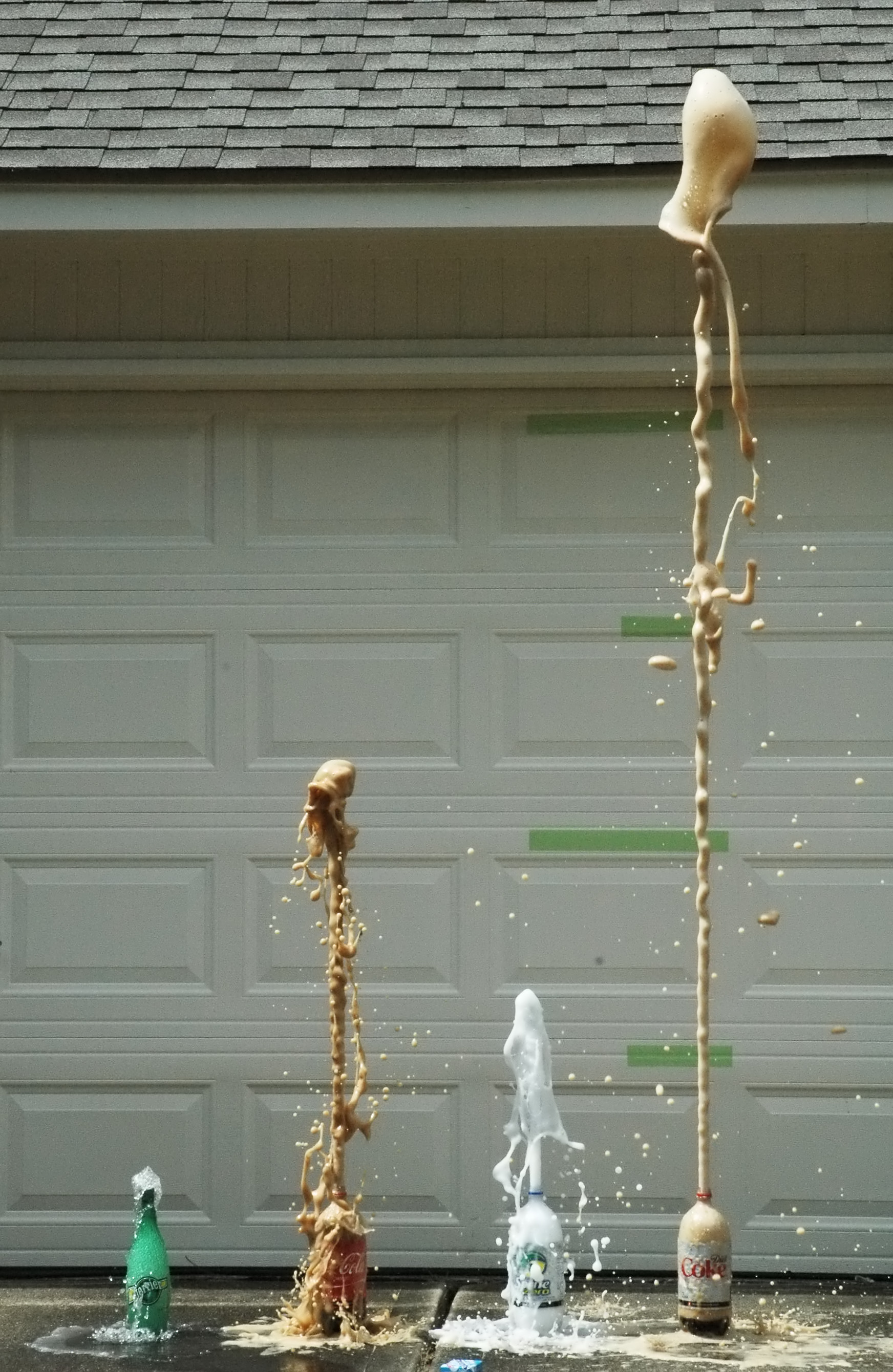
Läskgejsrar av, från vänster till höger, bordsvatten av märket Perrier, klassisk Coca-Cola, Sprite och Coca-Cola Light. I vardera flaska har använts fem Mentos-tabletter. De gröna markeringarna i bakgrunden markerar gejsrarnas höjd i intervall om 50 cm.

En läskgejser är ett vardagsexperiment där man sänker ned Mentos godistabletter i en stor flaska med sötad läskedryck, bäst resultat uppnås med lightdrycker. Detta leder till ett utbrott av skum där skumpelaren kan bli en halvmeter hög, eller ännu högre om man använder flera tabletter.
Enligt TV-programmet Mythbusters beror fenomenet på att sötningsmedlet aspartam och konserveringsmedlet kaliumbensoat i lightläsk, som till exempel Coca-Cola Light, reagerar våldsamt med gelatinet och akaciagummit i Mentos-tabletterna, samtidigt som tabletternas porösa yta påskyndar bildandet av koldioxidbubblor.
Enligt Mentos svenska webbplats är det inte fråga om en kemisk reaktion, utan en fysiklag. Jämvikten kolsyra/vatten störs av Mentos-tabletten. Godisytan är hård och mikroskopiskt sett ojämn, vilket medför att det bildas bubblor kring godiset som transformeras till skum. Ju fler Mentos som kommer i kontakt med den kolsyrade drycken, desto kraftigare skumbildning.
Den populärvetenskapliga tidskriften Illustrerad Vetenskap har förklarat det mer ingående och menar att främst gummi arabicum (som finns i Mentos) minskar ytspänningen i vattnet, som i sin tur medför att gasbubblor lättare bildas. Enligt Illustrerad Vetenskap kan man använda alla typer av läsk, men koldioxidinnehållet och andra ingredienser varierar mellan läskedrycker, vilket medför skillnad på gejserns storlek. Experiment har visat att man får bäst effekt med cola light.
Enligt Guinness rekordbok sattes världsrekord i antal läskgejsrar den 15 november 2014 i Mexiko, då man avfyrade 4 334 flaskor samtidigt.